# Aleucanitis singularis
Aleucanitis singularis är en fjärilsart som beskrevs av Vincenz Kollar 1848. Aleucanitis singularis ingår i släktet Aleucanitis och familjen nattflyn. Inga underarter finns listade i Catalogue of Life.